# Trentepohlia (Mongoma) carbonipes
Trentepohlia (Mongoma) carbonipes is een tweevleugelige uit de familie steltmuggen (Limoniidae). De soort komt voor in het Oriëntaals gebied.